# Ла Шапел о Сен
Ла Шапел о Сен (фр. La Chapelle-aux-Saints) насеље је и општина у централној Француској у региону Лимузен, у департману Корез која припада префектури Бриве ла Гајар.
По подацима из 2011. године у општини је живело 236 становника, а густина насељености је износила 50,0 становника/km². Општина се простире на површини од 4,72 km². Налази се на средњој надморској висини од 130 метара (максималној 191 m, а минималној 120 m).

## Демографија
| 1962. | 1968. | 1975. | 1982. | 1990. | 1999. | 2011. |
| ----- | ----- | ----- | ----- | ----- | ----- | ----- |
| 206   | 221   | 217   | 206   | 179   | 164   | 236   |

График промене броја становника у току последњих година